# Assediati in casa
Assediati in casa (Home Invasion) è un film del 2016 diretto da David Tennant, regista statunitense omonimo del più noto attore scozzese.

## Trama
Una donna e suo figlio sono stati presi di mira e assediati da due killer professionisti nella loro villa, in un luogo remoto. L'aiuto arriva da una chiamata con un esperto di sistemi di sicurezza.